# Choteau, Montana
Choteau, Montana (енгл. Choteau) град је у америчкој савезној држави Монтана.

## Демографија
По попису из 2010. године број становника је 1.684, што је 97 (-5,4%) становника мање него 2000. године.
| Група             | 2000.         | 2010.         |
| Белци             | 1.663 (93,4%) | 1.579 (93,8%) |
| Афроамериканци    | 1 (0,1%)      | 0 (0,0%)      |
| Азијати           | 2 (0,1%)      | 4 (0,2%)      |
| Хиспаноамериканци | 21 (1,2%)     | 28 (1,7%)     |
| Укупно            | 1.781         | 1.684         |